# Pyramid (rivista)
Pyramid è una rivista online mensile, distribuita in formato PDF e pubblicata dalla Steve Jackson Games, dedicata principalmente ai giochi di ruolo, ma che pubblica anche articoli dedicati a giochi da tavolo, giochi di carte, e altri tipi di giochi.

## Storia
Il primo numero di Pyramid fu pubblicato nel maggio 1993 prendendo il posto di Roleplayer, una rivista dedicata al gioco di ruolo GURPS, con l'obbiettivo di essere una rivista dedicata in generale ai giochi di ruolo, pur con un'enfasi sui giochi prodotti dalla Steve Jackson Games, anche se di fatto la maggior parte degli articoli rimase dedicato a GURPS. L'ultimo numero stampato a essere pubblicato fu il numero 30 di marzo/aprile 1998.
Nel suo secondo ciclo di vita Pyramid fu pubblicata online come sito con accesso riservato agli abbonati, che veniva aggiornato con nuovi articoli con cadenza settimanale. La sottoscrizione dava accesso a tutto il materiale pubblicato fino a quel momento, a un forum e una chat dedicata e occasionalmente a materiale di playtest di prodotti in sviluppo della Steve Jackson Games e di altre compagnie. Pyramid fu pubblicata in questa forma per dieci anni e 538 numeri. Per un breve tempo la Steve Jackson ha pubblicato anche un'altra rivista online, d20 Weekly usando un formato simile a quelle di Pyramid, comunque dopo pochi mesi questo venne chiuso e ricompreso in un Pyramid leggermente ingrandito.
Nel 2008 cambiò ancora forma e divenne un mensile pubblicato in formato pdf acquistabile in
download da e23, il negozio online della Steve Jackson Games. Il forum degli abbonati venne disattivato e l'accesso al materiale di playtest divenne dipendente dalla reale partecipazione ad esso.
Pyramid pubblica articoli sul gioco di autori freelance, così come note di progetto degli autori della Steve Jackson, notizie sull'industria del gioco, fumetti e recensioni di giochi. Sebbene gli articoli siano in genere dedicati a prodotti della Steve Jackson, come GURPS ha pubblicato anche ad articoli su giochi di altri produttori, come il d20 System, Talisman, Nobilis, Hero System e ha presentato diverse strisce a fumetti.

## Curatori editoriali
- Derek Pearcy: numeri stampati dall'1 al 2.
- Jeff Koke: numeri stampati dal 3 al 4.
- Scott Haring: numeri stampati dal 5 al 30. Edizione online marzo 1998 – febbraio 2000.
- S. John Ross: edizione online 1998.
- Steven Marsh: Edizione online febbraio 2000 - presente.

## Premi
- 2001: Origins Award Best Professional Game Magazine of 2000[7]
- 2004: Origins Award Gamer's Choice: Best Electronic Product of 2003[8]
- 2005: Origins Award Best Non Fiction Publication of 2004[9]